# 世界のヨコサワ
世界のヨコサワ（せかいのヨコサワ、本名：横澤 真人〈よこさわ まさと〉、1992年12月10日 - ）は、日本のプロポーカープレイヤー、プロギャンブラー、YouTuber。ワールドポーカーツアー（World Poker Tour、WPT）Main Eventの優勝者。YouTubeチャンネルは株式会社POKER ROOMが運営している。主に世界中のカジノをめぐる様子や、海外のトーナメントで優勝する様子が投稿されており、出演者の一人であるひろきはワールドシリーズオブポーカーで当時の日本人最高位である25位の実績を持つ。
2022年6月現在で世界一チャンネル登録者数が多いポーカーYouTuberである。

## 主な出演者
- ヨコサワ
- ひろき
- そうた

## 来歴
- ヨコサワは高校を卒業後、立教大学に入学するも、学業や就職して生きていくことに限界を感じ大学を中退。起業して比較サイト事業等を軌道に乗せ、一時は月給200万円を稼ぐが、法務や税務を任せていた人物に騙され会社を失い、4000万円の借金を負う。落ち込むヨコサワを励ますために友人から誘われプレイしたことをきっかけにポーカーに熱中。AJPC（全日本ポーカー選手権）への参加や、アミューズメントポーカーに通い詰めることで研鑽を積む。21歳の誕生日にプロポーカープレイヤーとして生計を立てることを周囲に宣言、その3日後に開催されたWPT 韓国で優勝を果たし、日本人初となるタイトルを獲得する[4][5]。
- 24歳の時にスランプに陥り、ポーカーから距離を置き2度目の会社経営に乗り出す。ウェブサイトやアプリ開発の事業は始めこそ順調だったが、会社は倒産し失敗に終わる。所持金も底を突きかけていた時、アミューズメントポーカーで知り合い、友人となっていたひろきからYouTubeに誘われて「世界のヨコサワ」チャンネルを開設、2017年8月に初の動画『全財産10万円？カジノで倍にしないと海外から帰れま10！！前編』[6]を投稿する[7]。
- 2019年、ひろきがポーカーの世界大会ワールドシリーズオブポーカー（World Series of Poker、WSOP）Main Eventで日本人で過去最高位の25位となり、賞金3500万円を獲得する[8]。
- 編集はヨコサワ自身が行っていたが、2019年夏頃からひろきが行っている。
- 2020年から毎週投稿を目標に掲げた[9]。
- 2020年1月投稿の動画『プロギャンブラーにいきなり10万円渡したら1時間でいくらにできんの？』[10]をきっかけに世界のヨコサワチャンネルの登録者数の伸び率が大きく上がった。
- 2021年2月、「ポーカーを日本の文化にする」をミッションに掲げ、ひろきを代表として株式会社POKER ROOMを設立[11][12]。
- 2021年6月、総工費1億円をかけた国内最大級のポーカールーム「ROOTS SHIBUYA」を東京都渋谷区宇田川町にオープンさせた[13][14]。店舗を立ち上げる費用として、ひろきはこれまでの自身の獲得賞金を''オールイン''したと動画で語っている。
- 2022年2月、ヨコサワがGLOBAL POKER AWARDSのPOKER PERSONALITY部門を受賞[15][16]。ポーカー文化の発展に貢献した人物に贈られる世界的な賞であり、日本人で初めてのノミネート・受賞である。
- 2023年9月、ヨコサワがポーカーの世界大会ワールドシリーズオブポーカー(World Series of Poker、WSOP)Main Eventで45位となり、約2900万円を獲得する。
- 2024年9月、ひろきがポーカーの世界大会ワールドシリーズオブポーカー（World Series of Poker、WSOP）Main Eventで45位となり、賞金約3200万円を獲得する。

## 特徴
- 決め台詞は「make sense」「Let's Gamble」

## ヨコサワの主なタイトル
ヨコサワの主なタイトルを以下に示す。
| 年   | 大会名 | 順位 | 賞金      |  |
| ---- | --- | ---- | --------- |  |
| 2013 | $ 2,700 + 300 No Limit Hold'em Main Event WPT South Korea, Jeju                                                                | 1位  | $ 100,000 |  |
| 2018 | KRW 16,000,000 No Limit Hold'em - Super High Rollers 2018 Asian Poker Tour (APT) - Korea Incheon, Incheon                      | 1位  | $ 66,167  |  |
| 2019 | KRW 6,300,000 + 700,000 No Limit Hold'em - New Year Super High Roller (Event #2) Japan Highroller Festival 5, Incheon          | 1位  | $ 46,695  |  |
| 2019 | KRW 5,450,000 + 550,000 No Limit Hold'em - King of Heads-Up (Event #6) Japan Highroller Festival 5, Incheo                     | 1位  | $ 22,025  |  |
| 2019 | KRW 9,500,000 + 500,000 No Limit Hold'em - Special High Roller (Event #13) Japan Highroller Festival 5, Incheon                | 1位  | $ 53,091  |  |
| 2019 | ₱ 80,000 + 6,000 No Limit Hold'em - High Rollers Single Day #1 (Event #5) Asian Poker Tour (APT) - Philippines II 2019, Manila | 1位  | $ 22,724  |  |
| 2019 | € 10,300 No Limit Hold'em - EPT Prague High Roller (Event #39) European Poker Tour - EPT Prague, Prague                        | 7位  | $ 98,229  |  |
| 2020 | A$ 24,000 + 1,000 No Limit Hold'em - 25K Challenge (Event #12) 2020 Aussie Millions Poker Championship, Melbourne              | 5位  | $ 167,947 |  |
| 2021 | $ 1,700 No Limit Hold'em - Deepstack Purple Chip Bounty (Event #20) Seminole Hard Rock Poker Open (SHRPO), Hollywood           | 1位  | $ 44,925  |  |
| 2023 | $ 10,000 No Limit Hold'em - WSOP Main Event (Bracelet Event 76) 54th World Series of Poker - WSOP 2023, Las Vegas              | 45位 | $188,400  |  |
| 2023 | € 2,500 + 200 No Limit Hold'em - EPT Second Chance (Event #33) European Poker Tour - EPT Barcelona, Barcelona                  | 3位  | $ 172,996 |  |
| 2024 | $ 5,300 No Limit Hold'em - Main Event (Event #11) North American Poker Tour - NAPT Las Vegas, Las Vegas                        | 6位  | $ 155,550 |  |
| 2025 | $ 5,000 + 100 No Limit Hold'em - PGT Kickoff #3 PokerGO Tour - 2025 PGT Kickoff, Las Vegas                                     | 1位  | $ 142,800 |  |
| 2025 | $ 10,000 + 100 No Limit Hold'em - U.S. Poker Open (Event #4) PokerGO Tour - 2025 PGT U.S. Poker Open, Las Vegas                | 4位  | $ 92,700  |  |

## 著書
- 7日で完全攻略! 世界一やさしいポーカーの勝ち方（2024年6月17日、KADOKAWA、ISBN 978-4046066602）